# Suregada borbonica
Suregada borbonica är en törelväxtart som först beskrevs av Ferdinand Albin Pax och Käthe Hoffmann, och fick sitt nu gällande namn av Léon Camille Marius Croizat. Suregada borbonica ingår i släktet Suregada och familjen törelväxter.
Artens utbredningsområde är Réunion. Inga underarter finns listade i Catalogue of Life.